# Harry Kunz
Harry Kunz (* 19. September 1924) ist ein ehemaliger deutscher Fußballtorwart, der für die BSG Rotation Babelsberg in den 1950er-Jahren in der DDR-Oberliga, der höchsten Liga im DDR-Fußball, spielte. 

## Sportliche Laufbahn
Während seiner ganzen Oberligalaufbahn stand Harry Kunz im Schatten von Karl-Heinz Schröder, zuletzt von Willi Marquardt. Erstmals durfte Kunz im Oberligaheimspiel Babelsberg – Turbine Halle am 23. Spieltag der Saison 1950/51 Schröder vertreten und musste bei seinem Debüt gleich vier Tore hinnehmen. Auch in seiner zweiten Oberligasaison vertrat er Schröder wieder gegen Ende der Spielzeit 1951/52, diesmal in drei Spielen, in denen er insgesamt neun Gegentreffer kassierte. 1952/53 fiel Schröder in sechs Oberligaspielen aus, sodass Kunz seine Oberligabilanz auf zehn Einsätze erhöhen konnte. Bei neun Gegentoren ließ er diesmal in zwei Spielen kein Tor zu. 1953/54 musste Schröder mit 34 Jahren bereits seinem Alter Tribut zahlen und fiel in den 28 Oberligaspielen zehnmal aus. In seinen zehn Vertretungseinsätzen blieb Kunz in zwei Begegnungen ohne Gegentreffer, kassierte aber 14 Tore. In der Saison 1954/55 verlor Schröder seinen Stammplatz an Willi Marquardt, der ihn als Stammtorwart ablöste. So blieb Schröder weiter Ersatztorwart und kam auch nur in einem Oberligaspiel zum Zuge, das die Babelsberger beim ZSK Vorwärts Berlin mit 0:1 verloren. Es war gleichzeitig Kunz‘ letztes Spiel im höherklassigen Fußball.